# Gracie Mansion
Gracie Mansion est la résidence officielle du maire de New York. Construite en 1799 dans un style fédéral pour Archibald Gracie, un marchand new-yorkais, elle est située dans le Carl Schurz Park, à Manhattan (Upper East Side), à l'angle entre East End Avenue et la 88e Rue. Elle donne sur Hell Gate.
La maison, qui fut un musée de 1923 à 1932, est la résidence officielle du maire depuis 1942. Douze maires s'y sont succédé. En 1966, elle a été agrandie.
Elle est inscrite au Registre national des lieux historiques.

## Source
- (en) Cet article est partiellement ou en totalité issu de l’article de Wikipédia en anglais intitulé « Gracie Mansion » (voir la liste des auteurs).